# ان‌سی‌آی‌اس: لس آنجلس
ان‌سی‌آی‌اس: لس آنجلس (به انگلیسی: NCIS: Los Angeles) یک مجموعه تلویزیونی آمریکایی با موضوع پلیسی است. این مجموعه که از مجموعهٔ ان سی آی اس منشعب شده‌است پخش خود را در۲۲سپتامبر ۲۰۰۹ آغاز کرد. این سریال توسط شبکه سی‌بی‌اس آمریکا پخش می‌شود. شبکه ام‌بی‌سی پرشیا این سریال را با زیرنویس فارسی پخش کرد.